# 헤수스 가야르도
헤수스 다니엘 가야르도 바스콘셀로스(스페인어: Jesús Daniel Gallardo Vasconcelos, 1994년 8월 15일 ~ )는 멕시코의 축구 선수이다. 포지션은 레프트 백이다. 현재 멕시코 리가 MX의 톨루카 소속이다.